# Onzième district congressionnel du Michigan
Le 11e district congressionnel du Michigan est un district situé au nord de Détroit, comprenant la majeure partie du centre urbanisé du Comté d'Oakland. Jusqu'en 1993, le district couvrait la péninsule supérieure de l'État et la partie la plus septentrionale de la péninsule inférieure (alias le nord du Michigan). Lors du redécoupage cette année-là, il a été déplacé vers la région extérieure de Détroit. Son ancienne zone géographique est aujourd'hui le premier district de l'État. Sa configuration actuelle date de 2023.
Le 11e district était représenté par Thad McCotter de 2003 jusqu'à sa démission le 6 juillet 2012,. Il a été remplacé par le Démocrate David Curson, qui a remporté une élection spéciale le 6 novembre 2012,. Curson a prêté serment le 13 novembre. Il a été remplacé par Kerry Bentivolio en janvier 2013, qui avait été élu lors des élections ordinaires d'automne 2012,. David Trott a été élu en 2014 après avoir battu Bentivolio à la primaire républicaine et a pris ses fonctions en janvier 2015. Il n'a pas cherché à être réélu en 2018. La Démocrate Haley Stevens a été élue le 6 novembre 2018 et est l'actuelle représentante du 11e district.

## Géographie
| #   | Comté   | Siège   | Population |
| --- | ------- | ------- | ---------- |
| 125 | Oakland | Pontiac | 1 270 426  |

### Villes, townships et villages de 10 000 personnes ou plus
- Troy – 87 294
- Farmington Hills – 83 986
- Waterford Township – 70 565
- Novi – 66 243
- West Bloomfield Township – 65 888
- Pontiac – 61 606
- Royal Oak – 58 211
- Bloomfield Township – 44 253
- Commerce Township – 43 058
  - Wolverine Lake – 4544
- White Lake Township – 30 950
- Oak Park – 29 560
- Madison Heights – 28 468
- Auburn Hills – 24 360
- Birmingham – 21 813
- Ferndale – 19 190
- Wixom – 17 193
- Berkley – 15 194
- Hazel Park – 14 983
- Farmington – 11 597
- Clawson – 11 389

### Villes de 2500 à 10 000 personnes
- Walled Lake – 7250
- Huntington Woods – 6238
- Bloomfield Hills – 4460
- Keego Harbor – 2764
- Pleasant Ridge – 2627

## Histoire
Le 11e district congressionnel formé en 1993 a reçu des parties des anciens 15e (principalement Westland), 2e (Livonie), 17e (la partie incluse de Southfield), 6e (cantons de Highland et White Lake) et 18e districts  congressionnel. La majeure partie de son territoire provenait de l'ancien 18e district.
En 2003, le quartier a été essentiellement divisé en deux. La majeure partie du district - la majeure partie de la partie du Comté d'Oakland - est devenue le 9e district, tandis qu'un nouveau 11e a été créé principalement à partir de la partie du Comté de Wayne de l'ancien 11e, combinée avec une partie d'Oakland.
En 2023, le district a été consolidé pour inclure uniquement la section urbanisée du centre-sud du Comté d'Oakland. La zone que couvre désormais le 11e a été historiquement fortement républicaine. Dans les années 1990, c'est devenu un swing district, avec une légère tendance républicaine. Depuis les années 2010, le district est désormais considéré comme plutôt démocrate.

## Historique de vote
| Année | Poste     | Résultats               |
| ----- | --------- | ----------------------- |
| 1992  | Président | Bush 47,0 % - 37,0 %    |
| 1996  | Président | Clinton 46,0 % - 46,0 % |
| 2000  | Président | Bush 51,0 % - 47,0 %    |
| 2004  | Président | Bush 53,0 % - 47,0 %    |
| 2008  | Président | Obama 54,0 % - 45,0 %   |
| 2012  | Président | Romney 52,0 % - 47,0 %  |
| 2016  | Président | Trump 50,0 % - 45,0 %   |
| 2020  | Président | Biden 52,0 % - 47,0 %   |

## Liste des Représentants du district
| Membre                          | Parti       | Années                             | Congrès     | Histoire électorale |
| ------------------------------- | ----------- | ---------------------------------- | ----------- | --- |
| District établit le 4 mars 1883 |             |                                    |             | |
| Edward Breitung (en)            | Républicain | 4 mars 1883 - 3 mars 1885          | 48e         | Élu en 1882. Retrait. |
| Seth Moffatt (en)               | Républicain | 4 mars 1885 - 22 décembre 1887     | 49e , 50e   | Élu en 1884. Réélu en 1886. Décès.                                                                                                  |
| Vacant                          | Vacant      | 22 décembre 1887 - 14 février 1888 | 50e         | |
| Henry W. Seymour (en)           | Républicain | 14 février 1888 - 3 mars 1889      | 50e         | Élu pour terminer le mandat de Moffatt. perd sa renomination.                                                                       |
| Samuel M. Stephenson (en)       | Républicain | 4 mars 1889 - 3 mars 1893          | 51e , 52e   | Élu en 1888. Réélu en 1890. Redécoupage vers le 12e district.                                                                       |
| John Avery (en)                 | Républicain | 4 mars 1893 - 3 mars 1897          | 53e , 54e   | Élu en 1892. Réélu en 1894. Retrait.                                                                                                |
| William S. Mesick (en)          | Républicain | 4 mars 1897 - 3 mars 1901          | 55e , 56e   | Élu en 1896. Réélu en 1898. perd sa renomination.                                                                                   |
| Archibald B. Darragh (en)       | Républicain | 4 mars 1901 - 3 mars 1909          | 57e - 60e   | Élu en 1900. Réélu en 1902. Réélu en 1904. Réélu en 1906. Retrait.                                                                  |
| Francis H. Dodds (en)           | Républicain | 4 mars 1909 - 3 mars 1913          | 61e , 62e   | Élu en 1908. Réélu en 1910. perd sa renomination.                                                                                   |
| Francis O. Lindquist (en)       | Républicain | 4 mars 1913 - 3 mars 1915          | 63e         | Élu en 1912. Retrait. |
| Frank D. Scott (en)             | Républicain | 4 mars 1915 - 3 mars 1927          | 64e - 69e   | Élu en 1914. Réélu en 1916. Réélu en 1918. Réélu en 1920. Réélu en 1922. Réélu en 1924. perd sa renomination.                       |
| Frank P. Bohn (en)              | Républicain | 4 mars 1927 - 3 mars 1933          | 70e - 72e   | Élu en 1926. Réélu en 1928. Réélu en 1930. perd sa réélection.                                                                      |
| Prentiss M. Brown (en)          | Démocrate   | 4 mars 1933 - 18 novembre 1936     | 73e , 74e   | Élu en 1932. Réélu en 1934. Démissionne lorsqu'élu Sénateur des États-Unis.                                                         |
| Vacant                          | Vacant      | 18 novembre 1936 - 3 janvier 1937  | 74e         | |
| John F. Luecke (en)             | Démocrate   | 3 janvier 1937 - 3 janvier 1939    | 75e         | Élu en 1936. Perd sa réélection. |
| Fred Bradley (en)               | Républicain | 3 janvier 1939 - 24 mai 1947       | 76e - 80e   | Élu en 1938. Réélu en 1940. Réélu en 1942. Réélu en 1944. Réélu en 1946. Décès.                                                     |
| Vacant                          | Vacant      | 24 mai 1947 - 26 août 1947         | 80e         | |
| Charles E. Potter (en)          | Républicain | 26 août 1947 - 4 novembre 1952     | 80e - 82e   | Élu pour terminer le mandat de Bradley. Réélu en 1948. Réélu en 1950. Démissionne lorsqu'élu Sénateur des États-Unis.               |
| Vacant                          | Vacant      | 4 novembre 1952 - 3 janvier 1953   | 82e         | |
| Victor A. Knox (en)             | Républicain | 3 janvier 1953 - 3 janvier 1965    | 83e - 88e   | Élu en 1952. Réélu en 1954. Réélu en 1956. Réélu en 1958. Réélu en 1960. Réélu en 1962. perd sa réélection.                         |
| Raymond F. Clevenger (en)       | Démocrate   | 3 janvier 1965 - 3 janvier 1967    | 89e         | Élu en 1964. perd sa réélection. |
| Philip Ruppe (en)               | Républicain | 3 janvier 1967 - 3 janvier 1979    | 90e - 95e   | Élu en 1966. Réélu en 1968. Réélu en 1970. Réélu en 1972. Réélu en 1974. Réélu en 1976. Retrait.                                    |
| Robert W. Davis (en)            | Républicain | 3 janvier 1979 - 3 janvier 1993    | 96e - 102e  | Élu en 1978. Réélu en 1980. Réélu en 1982. Réélu en 1984. Réélu en 1986. Réélu en 1988. Réélu en 1990. Retrait.                     |
| Joe Knollenberg (en)            | Républicain | 3 janvier 1993 - 3 janvier 2003    | 103e - 107e | Élu en 1992. Réélu en 1994. Réélu en 1996. Réélu en 1998. Réélu en 2000. Redécoupage vers le 9e district.                           |
| Thad McCotter (en)              | Républicain | 3 janvier 2003 - 6 juillet 2012    | 108e - 112e | Élu en 2002. Réélu en 2004. Réélu en 2006. Réélu en 2008. Réélu en 2010. Échoue à se qualifier pour la renomination et démissionne. |
| Vacant                          | Vacant      | 6 juillet 2012 - 13 novembre 2012  | 112e        | |
| David Curson (en)               | Démocrate   | 13 novembre 2012 - 3 janvier 2013  | 112e        | Élu pour terminer le mandat de McCotter. Retrait.                                                                                   |
| Kerry Bentivolio                | Républicain | 3 janvier 2013 - 3 janvier 2015    | 113e        | Élu en 2012. perd sa renomination.                                                                                                  |
| Dave Trott                      | Républicain | 3 janvier 2015 - 3 janvier 2019    | 114e - 115e | Élu en 2014. Réélu en 2016. Retrait.                                                                                                |
| Haley Stevens                   | Démocrate   | 3 janvier 2019 - Présent           | 116e - 119e | Élue en 2018. Réélue en 2020. Réélue en 2022. Réélue en 2024. Retrait pour se présenter comme sénatrice des États-Unis.             |

## Résultats des récentes élections
Voici les résultats des dix précédents cycles électoraux dans le district.

## Frontières historiques du district

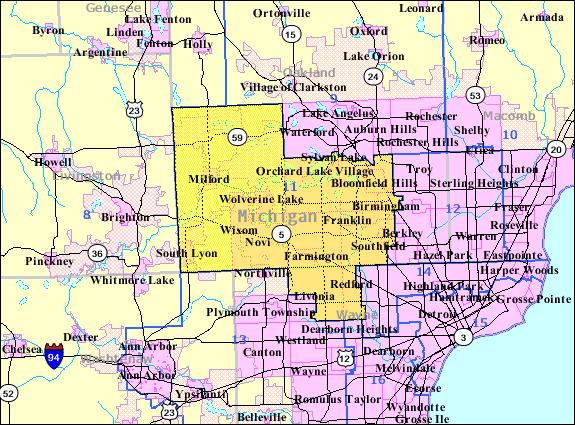
1993 - 2003

2003 - 2013

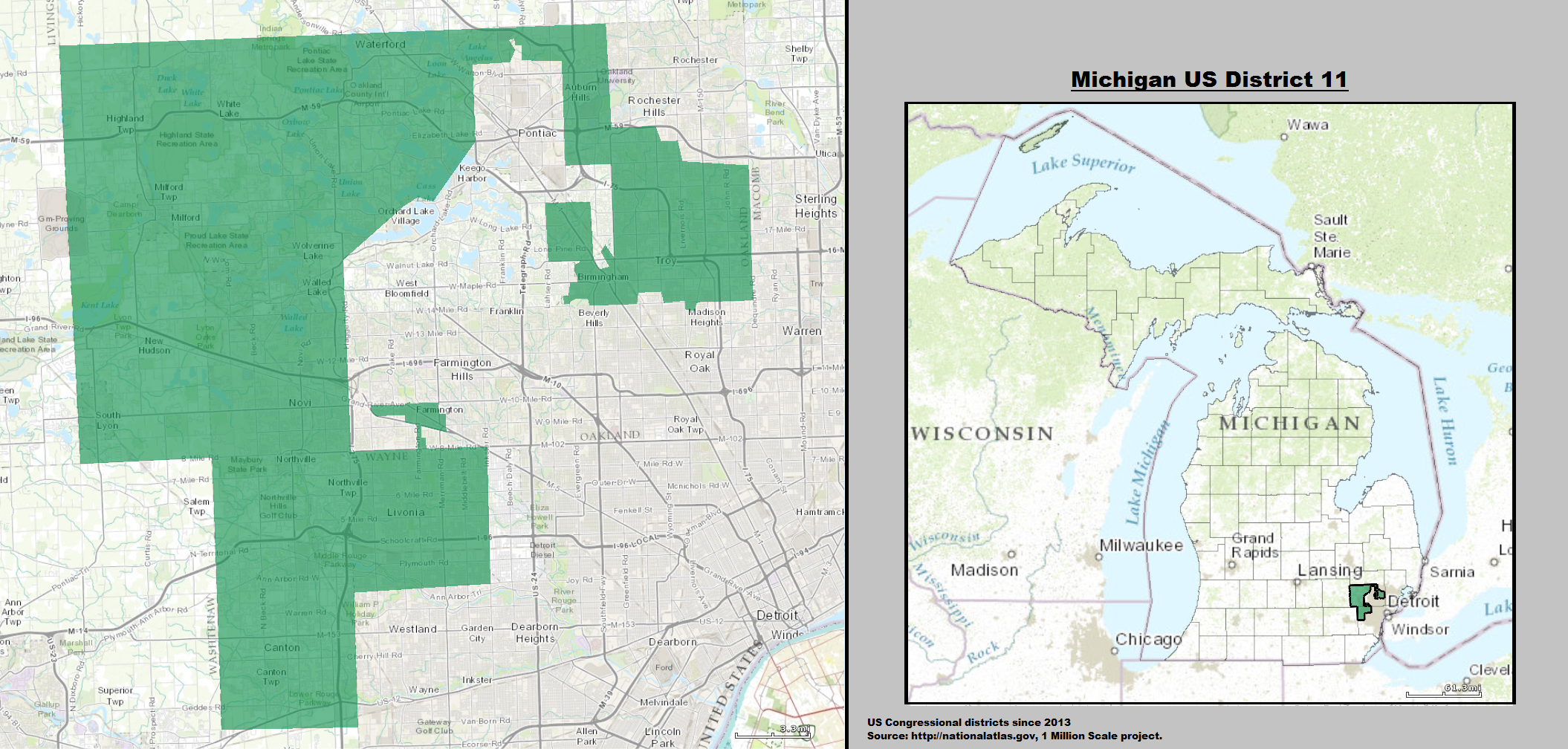
2013 - 2023

### 2004
| Élection de 2004 du 11e district congressionnel du Michigan | Élection de 2004 du 11e district congressionnel du Michigan | Élection de 2004 du 11e district congressionnel du Michigan | Élection de 2004 du 11e district congressionnel du Michigan | Élection de 2004 du 11e district congressionnel du Michigan |
| ----------------------------------------------------------- | ----------------------------------------------------------- | ----------------------------------------------------------- | ----------------------------------------------------------- | ----------------------------------------------------------- |
| Parti                                                       | Parti                                                       | Candidat                                                    | Votes                                                       | %                                                           |
|                                                             | Républicain                                                 | Thad McCotter (en) (sortant)                                | 186 431                                                     | 56,97                                                       |
|                                                             | Démocrate                                                   | Phillip S. Truran                                           | 134 301                                                     | 41,04                                                       |
|                                                             | Libertarien                                                 | Charles L. Basso Jr.                                        | 6 484                                                       | 1,98                                                        |
| Total des votes                                             | Total des votes                                             | Total des votes                                             | 327 216                                                     | 100 %                                                       |
|                                                             | Les Républicains conservent                                 |                                                             |                                                             |                                                             |

### 2006
| Élection de 2006 du 11e district congressionnel du Michigan | Élection de 2006 du 11e district congressionnel du Michigan | Élection de 2006 du 11e district congressionnel du Michigan | Élection de 2006 du 11e district congressionnel du Michigan | Élection de 2006 du 11e district congressionnel du Michigan |
| ----------------------------------------------------------- | ----------------------------------------------------------- | ----------------------------------------------------------- | ----------------------------------------------------------- | ----------------------------------------------------------- |
| Parti                                                       | Parti                                                       | Candidat                                                    | Votes                                                       | %                                                           |
|                                                             | Républicain                                                 | Thad McCotter (en) (sortant)                                | 143 658                                                     | 54,05                                                       |
|                                                             | Démocrate                                                   | Tony Trupiano                                               | 114 248                                                     | 42,99                                                       |
|                                                             | Libertarien                                                 | John T. Tatar                                               | 4 340                                                       | 1,63                                                        |
|                                                             | US Taxpayers                                                | Charles E. Tackett                                          | 3 538                                                       | 1,33                                                        |
| Total des votes                                             | Total des votes                                             | Total des votes                                             | 265 784                                                     | 100 %                                                       |
|                                                             | Les Républicains conservent                                 |                                                             |                                                             |                                                             |

### 2008
| Élection de 2008 du 11e district congressionnel du Michigan | Élection de 2008 du 11e district congressionnel du Michigan | Élection de 2008 du 11e district congressionnel du Michigan | Élection de 2008 du 11e district congressionnel du Michigan | Élection de 2008 du 11e district congressionnel du Michigan |
| ----------------------------------------------------------- | ----------------------------------------------------------- | ----------------------------------------------------------- | ----------------------------------------------------------- | ----------------------------------------------------------- |
| Parti                                                       | Parti                                                       | Candidat                                                    | Votes                                                       | %                                                           |
|                                                             | Républicain                                                 | Thad McCotter (en) (sortant)                                | 177 461                                                     | 51,41                                                       |
|                                                             | Démocrate                                                   | Joseph W. Larkin                                            | 156 625                                                     | 45,37                                                       |
|                                                             | Libertarien                                                 | John J. Tatar                                               | 6 001                                                       | 1,74                                                        |
|                                                             | Vert                                                        | Erik Shelley                                                | 5 072                                                       | 1,47                                                        |
|                                                             | Write-In                                                    | Bhagwan Dashairya                                           | 23                                                          | 0,01                                                        |
| Total des votes                                             | Total des votes                                             | Total des votes                                             | 345 182                                                     | 100 %                                                       |
|                                                             | Les Républicains conservent                                 |                                                             |                                                             |                                                             |

### 2010
| Élection de 2010 du 11e district congressionnel du Michigan | Élection de 2010 du 11e district congressionnel du Michigan | Élection de 2010 du 11e district congressionnel du Michigan | Élection de 2010 du 11e district congressionnel du Michigan | Élection de 2010 du 11e district congressionnel du Michigan |
| ----------------------------------------------------------- | ----------------------------------------------------------- | ----------------------------------------------------------- | ----------------------------------------------------------- | ----------------------------------------------------------- |
| Parti                                                       | Parti                                                       | Candidat                                                    | Votes                                                       | %                                                           |
|                                                             | Républicain                                                 | Thad McCotter (en) (sortant)                                | 141 224                                                     | 59,27                                                       |
|                                                             | Démocrate                                                   | Natalie Mosher                                              | 91 710                                                      | 38,49                                                       |
|                                                             | Libertarien                                                 | John J. Tatar                                               | 5 353                                                       | 2,25                                                        |
| Total des votes                                             | Total des votes                                             | Total des votes                                             | 238 287                                                     | 100 %                                                       |
|                                                             | Les Républicains conservent                                 |                                                             |                                                             |                                                             |

### 2012
| Élection de 2012 du 11e district congressionnel du Michigan | Élection de 2012 du 11e district congressionnel du Michigan | Élection de 2012 du 11e district congressionnel du Michigan | Élection de 2012 du 11e district congressionnel du Michigan | Élection de 2012 du 11e district congressionnel du Michigan |
| ----------------------------------------------------------- | ----------------------------------------------------------- | ----------------------------------------------------------- | ----------------------------------------------------------- | ----------------------------------------------------------- |
| Parti                                                       | Parti                                                       | Candidat                                                    | Votes                                                       | %                                                           |
|                                                             | Républicain                                                 | Kerry Bentivolio                                            | 181 788                                                     | 50,8                                                        |
|                                                             | Démocrate                                                   | Syed Taj                                                    | 158 879                                                     | 44,4                                                        |
|                                                             | Libertarien                                                 | John Tatar                                                  | 9 637                                                       | 2,7                                                         |
|                                                             | Vert                                                        | Steven Paul Duke                                            | 4 569                                                       | 1,3                                                         |
|                                                             | Natural Law (en)                                            | Daniel Johnson                                              | 3 251                                                       | 0,9                                                         |
|                                                             | Write-In                                                    | Write-In                                                    | 15                                                          | 0,0                                                         |
| Total des votes                                             | Total des votes                                             | Total des votes                                             | 358 139                                                     | 100 %                                                       |
|                                                             | Les Républicains conservent                                 |                                                             |                                                             |                                                             |

### 2014
| Élection de 2014 du 11e district congressionnel du Michigan | Élection de 2014 du 11e district congressionnel du Michigan | Élection de 2014 du 11e district congressionnel du Michigan | Élection de 2014 du 11e district congressionnel du Michigan | Élection de 2014 du 11e district congressionnel du Michigan |
| ----------------------------------------------------------- | ----------------------------------------------------------- | ----------------------------------------------------------- | ----------------------------------------------------------- | ----------------------------------------------------------- |
| Parti                                                       | Parti                                                       | Candidat                                                    | Votes                                                       | %                                                           |
|                                                             | Républicain                                                 | Dave Trott                                                  | 140 435                                                     | 55,9                                                        |
|                                                             | Démocrate                                                   | Bobby McKenzie                                              | 101 681                                                     | 40,5                                                        |
|                                                             | Libertarien                                                 | John Tatar                                                  | 7711                                                        | 3,0                                                         |
|                                                             | Républicain                                                 | Kerry Bentivolio (write-in)                                 | 1 411                                                       | 0,6                                                         |
| Total des votes                                             | Total des votes                                             | Total des votes                                             | 251 238                                                     | 100 %                                                       |
|                                                             | Les Républicains conservent                                 |                                                             |                                                             |                                                             |

### 2016
| Élection de 2016 du 11e district congressionnel du Michigan | Élection de 2016 du 11e district congressionnel du Michigan | Élection de 2016 du 11e district congressionnel du Michigan | Élection de 2016 du 11e district congressionnel du Michigan | Élection de 2016 du 11e district congressionnel du Michigan |
| ----------------------------------------------------------- | ----------------------------------------------------------- | ----------------------------------------------------------- | ----------------------------------------------------------- | ----------------------------------------------------------- |
| Parti                                                       | Parti                                                       | Candidat                                                    | Votes                                                       | %                                                           |
|                                                             | Républicain                                                 | Dave Trott (sortant)                                        | 200 872                                                     | 52,9                                                        |
|                                                             | Démocrate                                                   | Anil Kumar                                                  | 152 461                                                     | 40,2                                                        |
|                                                             | Indépendant                                                 | Kerry Bentivolio                                            | 16 610                                                      | 4,4                                                         |
|                                                             | Libertarien                                                 | Jonathan Ray Osment                                         | 9 545                                                       | 2,5                                                         |
| Total des votes                                             | Total des votes                                             | Total des votes                                             | 379 488                                                     | 100 %                                                       |
|                                                             | Les Républicains conservent                                 |                                                             |                                                             |                                                             |

### 2018
| Élection de 2018 du 11e district congressionnel du Michigan | Élection de 2018 du 11e district congressionnel du Michigan | Élection de 2018 du 11e district congressionnel du Michigan | Élection de 2018 du 11e district congressionnel du Michigan | Élection de 2018 du 11e district congressionnel du Michigan |
| ----------------------------------------------------------- | ----------------------------------------------------------- | ----------------------------------------------------------- | ----------------------------------------------------------- | ----------------------------------------------------------- |
| Parti                                                       | Parti                                                       | Candidat                                                    | Votes                                                       | %                                                           |
|                                                             | Démocrate                                                   | Haley Stevens                                               | 181 912                                                     | 51,8                                                        |
|                                                             | Républicain                                                 | Lena Epstein                                                | 158 463                                                     | 45,2                                                        |
|                                                             | Libertarien                                                 | Leonard Schwartz                                            | 5 799                                                       | 1,7                                                         |
|                                                             | Indépendant                                                 | Cooper Nye                                                  | 4 727                                                       | 1,3                                                         |
| Total des votes                                             | Total des votes                                             | Total des votes                                             | 350 901                                                     | 100 %                                                       |
|                                                             | Les Démocrates prennent aux Républicains                    |                                                             |                                                             |                                                             |

### 2020
| Élection de 2020 du 11e district congressionnel du Michigan | Élection de 2020 du 11e district congressionnel du Michigan | Élection de 2020 du 11e district congressionnel du Michigan | Élection de 2020 du 11e district congressionnel du Michigan | Élection de 2020 du 11e district congressionnel du Michigan |
| ----------------------------------------------------------- | ----------------------------------------------------------- | ----------------------------------------------------------- | ----------------------------------------------------------- | ----------------------------------------------------------- |
| Parti                                                       | Parti                                                       | Candidat                                                    | Votes                                                       | %                                                           |
|                                                             | Démocrate                                                   | Haley Stevens (sortante)                                    | 226 128                                                     | 50,2                                                        |
|                                                             | Républicain                                                 | Eric Esshaki                                                | 215 405                                                     | 47,8                                                        |
|                                                             | Libertarien                                                 | Leonard Schwartz                                            | 8 936                                                       | 2,0                                                         |
|                                                             | Indépendant                                                 | Frank Acosta (write-in)                                     | 4                                                           | 0,0                                                         |
| Total des votes                                             | Total des votes                                             | Total des votes                                             | 450 473                                                     | 100 %                                                       |
|                                                             | Les Démocrates conservent                                   |                                                             |                                                             |                                                             |

### 2022
| Primaire Démocrate de 2022 du 11e district congressionnel du Michigan | Primaire Démocrate de 2022 du 11e district congressionnel du Michigan | Primaire Démocrate de 2022 du 11e district congressionnel du Michigan | Primaire Démocrate de 2022 du 11e district congressionnel du Michigan | Primaire Démocrate de 2022 du 11e district congressionnel du Michigan |
| --------------------------------------------------------------------- | --------------------------------------------------------------------- | --------------------------------------------------------------------- | --------------------------------------------------------------------- | --------------------------------------------------------------------- |
| Parti                                                                 | Parti                                                                 | Candidat                                                              | Votes                                                                 | %                                                                     |
|                                                                       | Démocrate                                                             | Haley Stevens (sortante)                                              | 70 508                                                                | 59,9                                                                  |
|                                                                       | Démocrate                                                             | Andy Levin                                                            | 47 117                                                                | 40,1                                                                  |

| Primaire Républicaine de 2022 du 11e district congressionnel du Michigan | Primaire Républicaine de 2022 du 11e district congressionnel du Michigan | Primaire Républicaine de 2022 du 11e district congressionnel du Michigan | Primaire Républicaine de 2022 du 11e district congressionnel du Michigan | Primaire Républicaine de 2022 du 11e district congressionnel du Michigan |
| ------------------------------------------------------------------------ | ------------------------------------------------------------------------ | ------------------------------------------------------------------------ | ------------------------------------------------------------------------ | ------------------------------------------------------------------------ |
| Parti                                                                    | Parti                                                                    | Candidat                                                                 | Votes                                                                    | %                                                                        |
|                                                                          | Républicain                                                              | Mark Ambrose                                                             | 42 270                                                                   | 70,5                                                                     |
|                                                                          | Républicain                                                              | Matthew DenOtter                                                         | 17 702                                                                   | 29,5                                                                     |

| Élection de 2022 du 11e district congressionnel du Michigan | Élection de 2022 du 11e district congressionnel du Michigan | Élection de 2022 du 11e district congressionnel du Michigan | Élection de 2022 du 11e district congressionnel du Michigan | Élection de 2022 du 11e district congressionnel du Michigan |
| ----------------------------------------------------------- | ----------------------------------------------------------- | ----------------------------------------------------------- | ----------------------------------------------------------- | ----------------------------------------------------------- |
| Parti                                                       | Parti                                                       | Candidat                                                    | Votes                                                       | %                                                           |
|                                                             | Démocrate                                                   | Haley Stevens (sortante)                                    | 224 537                                                     | 61,3                                                        |
|                                                             | Républicain                                                 | Mark Ambrose                                                | 141 642                                                     | 38,7                                                        |
| Total des votes                                             | Total des votes                                             | Total des votes                                             | 366 179                                                     | 100 %                                                       |
|                                                             | Les Démocrates conservent                                   |                                                             |                                                             |                                                             |

### 2024
| Primaire Démocrate de 2024 du 11e district congressionnel du Michigan | Primaire Démocrate de 2024 du 11e district congressionnel du Michigan | Primaire Démocrate de 2024 du 11e district congressionnel du Michigan | Primaire Démocrate de 2024 du 11e district congressionnel du Michigan | Primaire Démocrate de 2024 du 11e district congressionnel du Michigan |
| --------------------------------------------------------------------- | --------------------------------------------------------------------- | --------------------------------------------------------------------- | --------------------------------------------------------------------- | --------------------------------------------------------------------- |
| Parti                                                                 | Parti                                                                 | Candidat                                                              | Votes                                                                 | %                                                                     |
|                                                                       | Démocrate                                                             | Haley Stevens (sortante)                                              | 70 508                                                                | 59,9                                                                  |
|                                                                       | Démocrate                                                             | Ahmed Ghanim                                                          | 47 117                                                                | 40,1                                                                  |

| Primaire Républicaine de 2024 du 11e district congressionnel du Michigan | Primaire Républicaine de 2024 du 11e district congressionnel du Michigan | Primaire Républicaine de 2024 du 11e district congressionnel du Michigan | Primaire Républicaine de 2024 du 11e district congressionnel du Michigan | Primaire Républicaine de 2024 du 11e district congressionnel du Michigan |
| ------------------------------------------------------------------------ | ------------------------------------------------------------------------ | ------------------------------------------------------------------------ | ------------------------------------------------------------------------ | ------------------------------------------------------------------------ |
| Parti                                                                    | Parti                                                                    | Candidat                                                                 | Votes                                                                    | %                                                                        |
|                                                                          | Républicain                                                              | Nick Somberg                                                             | 42 270                                                                   | 70,5                                                                     |
|                                                                          | Républicain                                                              | Charles Frangie                                                          | 17 702                                                                   | 29,5                                                                     |

| Élection de 2024 du 11e district congressionnel du Michigan | Élection de 2024 du 11e district congressionnel du Michigan | Élection de 2024 du 11e district congressionnel du Michigan | Élection de 2024 du 11e district congressionnel du Michigan | Élection de 2024 du 11e district congressionnel du Michigan |
| ----------------------------------------------------------- | ----------------------------------------------------------- | ----------------------------------------------------------- | ----------------------------------------------------------- | ----------------------------------------------------------- |
| Parti                                                       | Parti                                                       | Candidat                                                    | Votes                                                       | %                                                           |
|                                                             | Démocrate                                                   | Haley Stevens (sortante)                                    | 260 780                                                     | 58,2                                                        |
|                                                             | Républicain                                                 | Nick Somberg                                                | 177 432                                                     | 39,2                                                        |
|                                                             | Vert                                                        | Douglas Campbell                                            | 9 713                                                       | 2,2                                                         |
| Total des votes                                             | Total des votes                                             | Total des votes                                             | 447 925                                                     | 100 %                                                       |
|                                                             | Les Démocrates conservent                                   |                                                             |                                                             |                                                             |